# Edad de Piedra Media

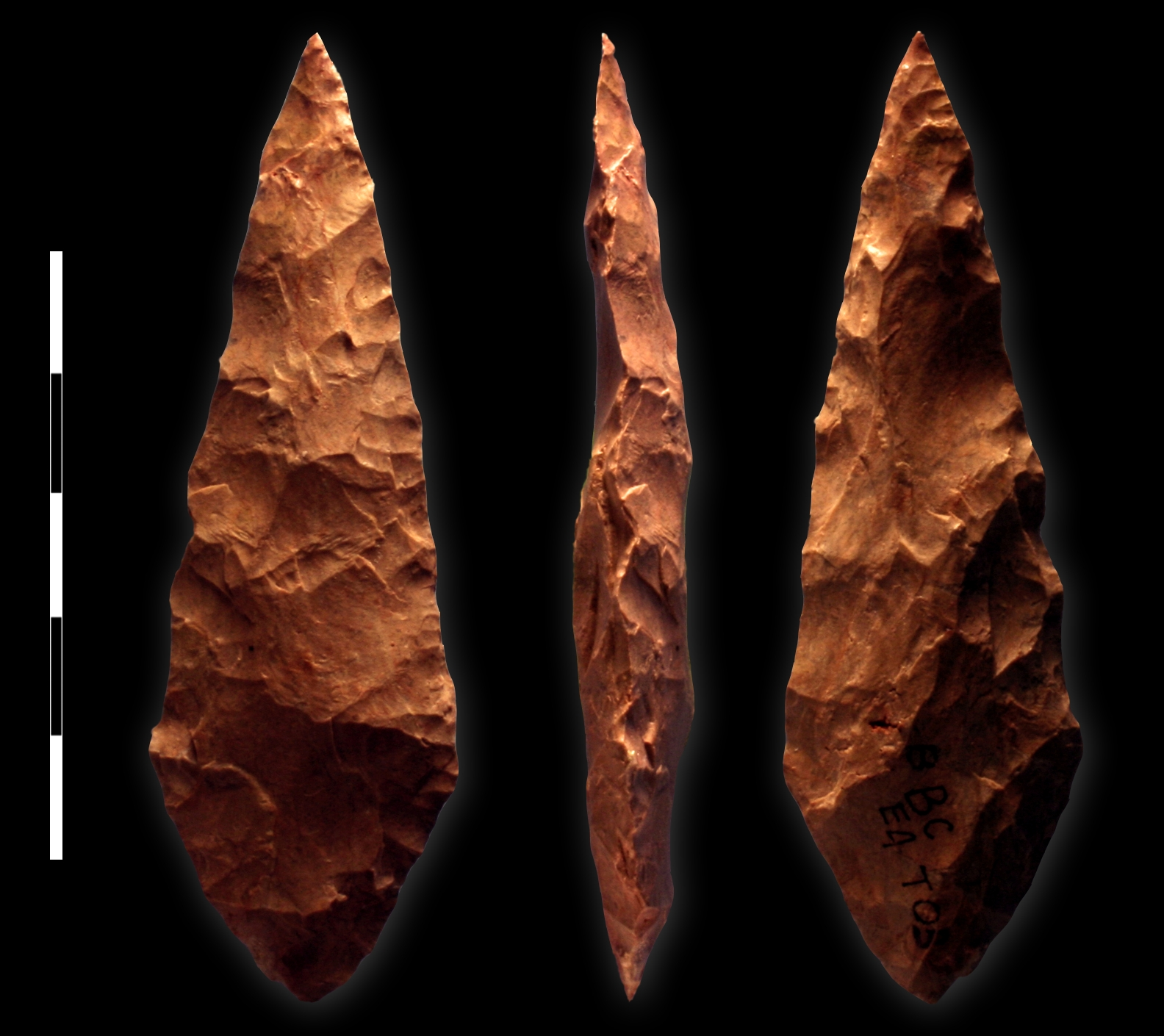
Herramienta de la Edad de Piedra Media de la Cueva Blombos

La Edad de Piedra Media (o MSA del inglés Middle Stone Age) fue un período de prehistoria africana entre la Edad de Piedra Temprana y la Edad de Piedra Tardía. En general, se considera que comenzó hace unos 280,000 años y terminó hace unos 50–25,000 años. Los comienzos de herramientas de piedra MSA particulares tienen sus orígenes desde hace 550–500,000 años y, como tal, algunos investigadores consideran que este es el comienzo de MSA. El MSA a menudo se entiende erróneamente como sinónimo del Paleolítico Medio de Europa, especialmente debido a su lapso de tiempo más o menos contemporáneo, sin embargo, el Paleolítico Medio de Europa representa una población de homínidos completamente diferente, Homo neanderthalensis, que el MSA de África, que carecía de poblaciones de neandertales. Además, la investigación arqueológica actual en África ha arrojado mucha evidencia para sugerir que el comportamiento y la cognición humanos modernos comenzaban a desarrollarse mucho antes en África durante el MSA que en Europa durante el Paleolítico Medio. El MSA está asociado tanto con humanos anatómicamente modernos (Homo sapiens) como con arcaicos Homo sapiens, a veces denominados Homo helmei. La evidencia física temprana proviene de la Formación Gademotta en Etiopía, la Formación Kapthurin en Kenia y Kathu Pan en Sudáfrica. 

## Desarrollo regional
Hay sitios arqueológicos de MSA de todo el continente africano, divididos convencionalmente en cinco regiones: el norte de África, que comprende partes de los países modernos de Marruecos, Argelia, Túnez y Libia; África oriental, que se extiende aproximadamente desde las tierras altas de Etiopía hasta la parte sur de Kenia; África central, que se extiende desde las fronteras de Tanzania y Kenia para incluir a Angola; África meridional, que incluye los numerosos sitios de cuevas de Sudáfrica; y África occidental.
En el norte y el oeste de África, los ciclos húmedo-seco del moderno desierto del Sahara han dado lugar a sitios arqueológicos fructíferos seguidos de suelos completamente áridos y viceversa. La conservación en estas dos regiones puede variar, sin embargo, los sitios que se han descubierto documentan la naturaleza adaptativa de los primeros humanos a los entornos climáticamente inestables.
África oriental representa algunas de las fechas más confiables, debido al uso de datación por radiocarbono en depósitos de cenizas volcánicas, así como algunos de los primeros sitios de MSA. Sin embargo, la preservación de la fauna no es espectacular, y hasta hace poco faltaba la estandarización en la excavación del sitio y la clasificación lítica. A diferencia del norte de África, los cambios entre las tecnologías líticas no fueron tan pronunciados, probablemente debido a las condiciones climáticas más favorables que habrían permitido una ocupación más continua de los sitios. África central refleja patrones similares a los de África oriental, sin embargo, se requiere aún más investigación arqueológica de la región. 
África meridional consta de muchos sitios de cuevas, la mayoría de los cuales muestran comienzos y paradas muy puntuadas en la tecnología de herramientas de piedra. La investigación en el sur de África ha sido continua y bastante estandarizada, permitiendo comparaciones confiables entre sitios en la región. Gran parte de la evidencia arqueológica de los orígenes del comportamiento humano moderno se remonta a sitios en esta región, incluida la cueva de Blombos, Howiesons Poort, Still Bay y Pinnacle Point.

## Transición de Acheulean

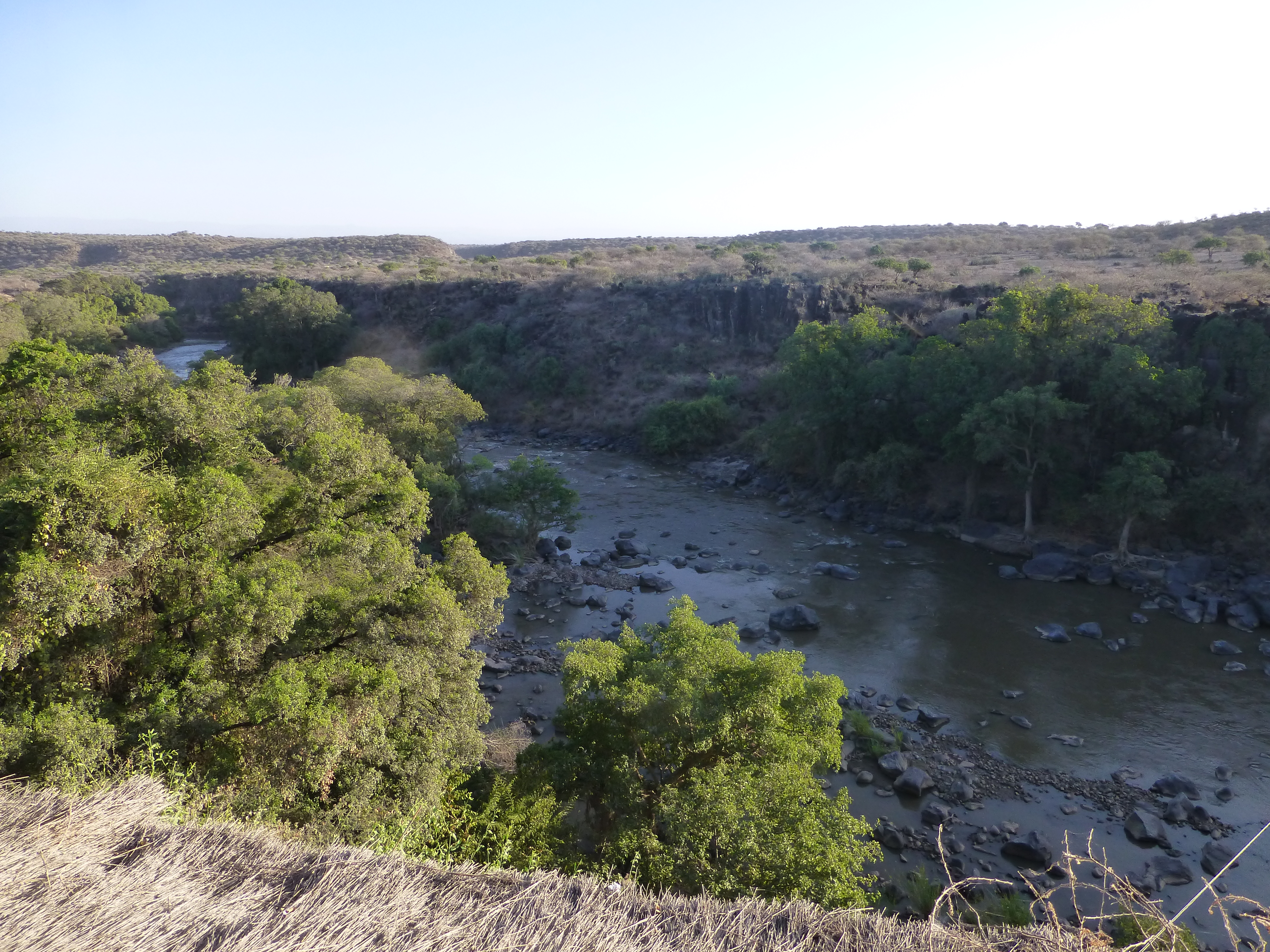
El valle inundado

El término "Edad de Piedra Media" (MSA) fue propuesto al Congreso Arqueológico Africano por Goodwin y Van Riet Lowe en 1929. El uso de estos términos se abandonó oficialmente en 1965. aunque el término sigue en uso en el contexto del África subsahariana, comenzando con un período de Acheulean tardío de transición conocido como la industria Fauresmith. La industria de Fauresmith está mal fechada, según Herries (2011), comenzando alrededor de 511 – 435 000. Esta vez, en lugar del final real de los aqueos, alrededor de 130 000 se toma como el comienzo de la MSA. El MSA así definido está asociado con el reemplazo gradual de humanos arcaicos por humanos anatómicamente modernos.
En una convención diferente, MSA se refiere a sitios caracterizados por el uso de métodos de Levallois para la producción de escamas, con exclusión de los sitios de Acheulean con grandes cuchillas o hachas. Siguiendo a McBrearty y Tryon (2006), el término "MSA temprano" (EMSA) se refiere a sitios anteriores al interglacial de 126 000, y "MSA posterior" (LMSA) se refiere a un sitio más tempranos que 126 000. En esta convención, los sitios de Fauresmith de 500 a 300 000 se encuentran dentro de la ESA, y la MSA comienza después de aproximadamente 280 000 y se asocia en gran medida con H. sapiens, siendo la Gademotta en Etiopía el primer sitio de MSA con fecha confiable en África Oriental, a 276 000. El valle Medio Awash de Etiopía y el Valle Central del Rift de Kenia constituyeron un centro importante para la innovación conductual. Es probable que la gran biomasa de mamíferos terrestres de estas regiones sostuviera poblaciones humanas sustanciales con patrones de subsistencia y fabricación similares a los de los recolectores conocidos etnográficamente. 
La evidencia arqueológica del este de África que se extiende desde el Valle del Rift desde Etiopía hasta el norte de Tanzania representa la mayor evidencia arqueológica del cambio de las tecnologías de herramientas de Acheulian tardío a la Edad de Piedra Media. Esta transición se caracteriza por capas estratigráficas de herramientas de piedra Acheulian, una tecnología de hacha de mano bifacial, debajo e incluso contemporánea con tecnologías MSA, como herramientas Levallois, escamas, herramientas en escamas, escamas puntiagudas, bifaces más pequeños que tienen forma de proyectil y, en casos raros ocasiones, herramientas artesanales. La evidencia del desplazamiento gradual de Acheulian por las tecnologías MSA se ve respaldada por esta colocación en capas y ubicación contemporánea, así como por la aparición más temprana de tecnologías MSA en Gademotta y las últimas tecnologías Acheulian en la Formación Bouri de Etiopía, que data de 154 a 160,000. Esto sugiere una posible superposición de 100-150 mil años. 
Se han encontrado artefactos de Acheulean tardío asociados con el Homo sapiens en sitios de cuevas de Sudáfrica. La Cueva de los Hogares y la Cueva de Montague en Sudáfrica contienen evidencia de tecnologías Acheulianas, así como tecnologías posteriores de MSA, sin embargo, no hay evidencia de cruce en esta región.
Los sitios de Acheulean de la ESA están bien documentados en África occidental (excepto en las regiones más tropicales) pero en su mayoría no tienen fecha. Se han fechado algunos sitios tardíos de Acheulean ("MSA" en el sentido de Acheulean tardío, no de Levallois). Los sitios del Pleistoceno medio (antes de 126,000) se conocen de las zonas del norte del Sahel, mientras que los sitios del Pleistoceno tardío (después de 126,000) se conocen tanto del norte como del sur de África occidental. A diferencia de otras partes de África, los sitios de MSA parecen persistir hasta muy tarde, hasta el límite del Holoceno (12,000), lo que apunta a la posibilidad de supervivencia tardía de los humanos arcaicos y la hibridación tardía con H. sapiens en África occidental.

## Tecnología lítica

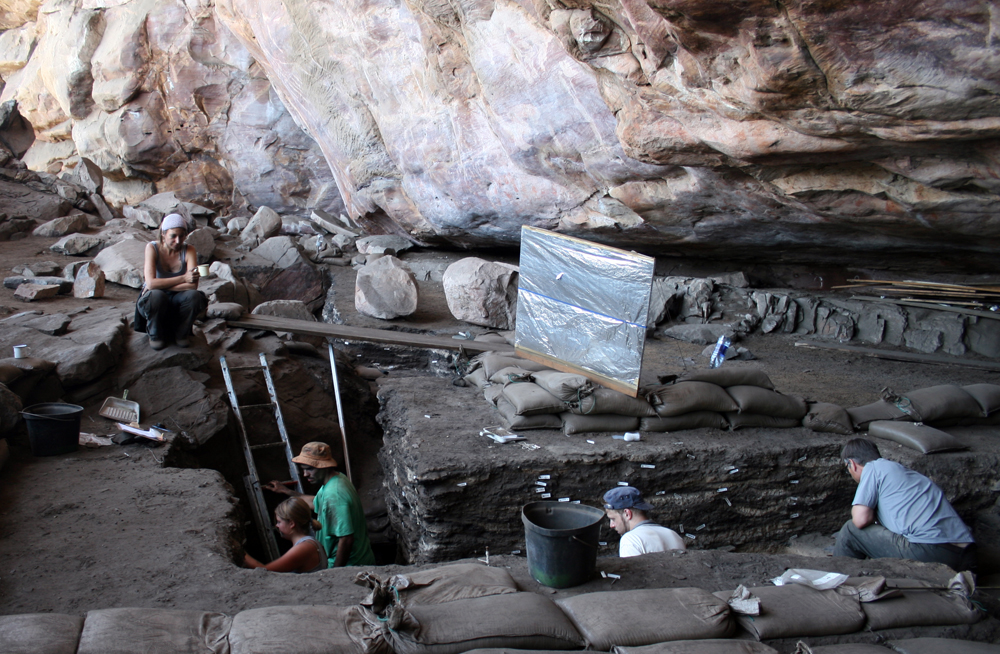
Excavaciones de 2009 en el refugio de rocas Diepkloof

Las primeras cuchillas se han documentado desde hace 550-500,000 años en la Formación Kapthurin en Kenia y Kathu Pan en Sudáfrica. Las piezas recuperadas de los sitios de Twin Rivers y Kalambo Falls en Zambia, fechadas en algún momento entre 300 y 140,000 años, también indican un conjunto de nuevos comportamientos. También se indica un alto nivel de competencia técnica para cuchillas recuperadas de la Formación Kapthurin, Kenia de 280,000.
La tecnología de herramientas líticas durante la Edad de Piedra Media muestra un mosaico de técnicas. A partir de aproximadamente 300,000, las grandes herramientas de corte del Achuelian son desplazadas gradualmente por las tecnologías centrales preparadas por Levallois, también ampliamente utilizadas por los neandertales durante el Paleolítico Medio Europeo. A medida que avanza el MSA, los complejos tecnológicos altamente variados se vuelven comunes en toda África e incluyen artefactos puntiagudos, cuchillas, escamas retocadas, raspadores laterales y finales, piedras de amolar e incluso herramientas para huesos. Sin embargo, el uso de cuchillas (asociadas principalmente con el Paleolítico Superior en Europa) también se observa en muchos sitios. En África, las cuchillas pueden haber sido utilizadas durante la transición de la Edad de Piedra Temprana a la Edad de Piedra Media en adelante. Finalmente, durante la última parte de la Edad de Piedra Media, se observan tecnologías microlíticas destinadas a producir componentes reemplazables de herramientas compuestas compuestas de al menos 70,000 en sitios como Pinnacle Point y Diepkloof Rock Shelter en Sudáfrica.
La tecnología de artefactos durante la Edad de Piedra Media muestra un patrón de innovación seguido de desaparición. Esto ocurre con tecnología como la fabricación de cuentas de concha, flechas y herramientas de trabajo, incluidas agujas, y tecnología de encolado. Estas pruebas proporcionan un contrapunto al escenario clásico "Fuera de África" en el que la creciente complejidad se acumuló durante la Edad de Piedra Media. En cambio, se ha argumentado que tales innovaciones tecnológicas "aparecen, desaparecen y reaparecen de la manera que mejor se adapte a un escenario en el que las contingencias históricas y los cambios ambientales en lugar de cognitivos se consideren como los principales impulsores". 

## Evolución y migración

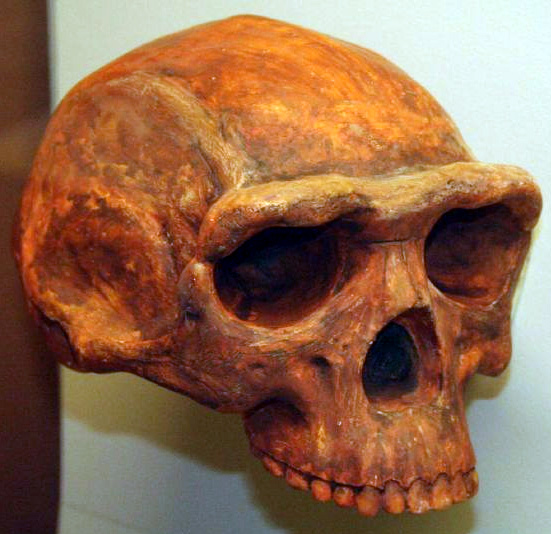
Cráneo de Homo erectus, Museo de Historia Natural, Ann Arbor

Ha habido dos eventos de migración fuera de África, el primero fue la expansión de H. erectus en Eurasia hace aproximadamente 1.9 a 1.7 millones de años, y el segundo, por H. sapiens comenzó durante el MSA por 80 - 50,000 saliendo de África a Asia, Australia y Europa. Quizás solo en pequeñas cantidades inicialmente, pero en 30,000 habían reemplazado a los neandertales y H. erectus. Cada una de estas migraciones representa la mayor flexibilidad del género Homo para sobrevivir en climas muy variados. Basado en la medición de una gran cantidad de cráneos humanos, un estudio reciente apoya un origen de África central/meridional para el Homo sapiens, ya que esta región muestra la mayor diversidad intrapoblacional en mediciones fenotípicas. Los datos genéticos respaldan esta conclusión. Sin embargo, existe evidencia genética que sugiere que la dispersión fuera de África comenzó en África oriental. Sitios como la Formación Omo Kibish, el Miembro Herto de la Formación Bouri y la Cueva de Mumba contienen evidencia fósil para apoyar esta conclusión también.

## Evidencia del comportamiento humano moderno
Se han propuesto una serie de teorías sobre el desarrollo del comportamiento humano moderno, pero en los últimos años el enfoque de mosaico ha sido la perspectiva más favorecida con respecto al MSA, especialmente cuando se tiene en cuenta la evidencia arqueológica. Algunos académicos, incluido Klein han abogado por la discontinuidad, mientras que otros, entre ellos McBrearty y Brooks, han argumentado que se pueden detectar avances cognitivos en el MSA y que el origen de nuestra especie está relacionado con la aparición de la tecnología de la Edad de Piedra Media en 250–300,000. Los primeros restos del Homo sapiens datan de hace aproximadamente 300 mil años en África. el continente estaba poblado principalmente por grupos de cazadores-recolectores. En el registro arqueológico de África oriental y del sur de África, existe una inmensa variabilidad asociada con los sitios del Homo sapiens, y es durante este tiempo que vemos evidencia de los orígenes del comportamiento humano moderno. Según McBrearty y Brooks, hay cuatro características que son características del comportamiento humano moderno: pensamiento abstracto, la capacidad de planificar y elaborar estrategias, "innovación conductual, económica y tecnológica" y comportamiento simbólico. Muchos de estos aspectos del comportamiento humano moderno se pueden dividir en categorías más específicas, que incluyen arte, adornos personales, avances tecnológicos, sin embargo, estas cuatro categorías generales permiten una discusión exhaustiva, aunque significativamente superpuesta, de la modernidad conductual. 

### Posibles complejos culturales

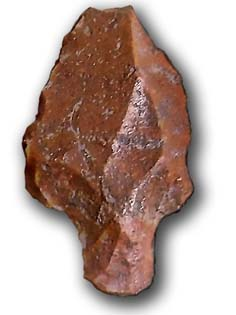
Herramienta de piedra ateriana

Cuando los primeros Homo sapiens comenzaron a diversificar las zonas ecológicas que habitaban durante el MSA, el registro arqueológico asociado con estas zonas comienza a mostrar evidencia de continuidad regional. Estas continuidades son significativas por varias razones. La expansión del Homo sapiens en varias zonas ecológicas demuestra la capacidad de adaptarse a una variedad de contextos ambientales, incluidos los ambientes marinos, los pastizales de sabana, los desiertos relativamente áridos y los bosques. Esta adaptabilidad se refleja en los artefactos MSA encontrados en estas zonas. Estos artefactos muestran variabilidad estilística según la zona. Durante el Acheulian, que se extendió desde hace 1,5 millones de años hasta hace 300 mil años, la tecnología lítica mostró una homogeneidad increíble en todos los nichos ecológicos. Las tecnologías MSA, con su evidencia de variabilidad y continuidad regional, representan un avance notable. Estos datos se han utilizado para respaldar las teorías del desarrollo social y estilístico en todo el MSA.
En el sur de África, vemos los complejos tecnológicos de Howiesons Poort y Stillbay, que llevan el nombre de los sitios en los que se descubrieron por primera vez. Varios otros no han sido fechados o han sido fechados de manera poco confiable; Estos incluyen el tecnocomplejo de Lupemban del África central, el Bambatan en el sudeste de África, 70-80,000, y el tecnocomplejo Ateriense del norte de África, 160-90,000.

### Pensamiento abstracto
La evidencia del pensamiento abstracto se puede ver en el registro arqueológico ya en la transición Acheulean-Edad de Piedra Media, hace aproximadamente 300,000-250,000 años. Esta transición implica un cambio en la tecnología de herramientas de piedra del Modo 2, herramientas Acheulean, al Modo 3 y 4, que incluyen cuchillas y microlitos. La fabricación de estas herramientas requiere planificación y la comprensión de cómo golpear una piedra producirá diferentes patrones de descamación. Esto requiere pensamiento abstracto, una de las características del comportamiento humano moderno. El cambio de grandes herramientas de corte en el Acheulian a kits de herramientas más pequeños y más diversificados en el MSA representa una mejor comprensión cognitiva y conceptual del pedernal, así como los posibles efectos funcionales de distintos tipos de herramientas. 

### Profundidad de planificación
La capacidad de planificar y elaborar estrategias, al igual que el pensamiento abstracto, se puede ver en el conjunto de herramientas más diversificado de la Edad de Piedra Media, así como en los patrones de subsistencia del período. A medida que los homínidos de MSA comenzaron a migrar a una gama de diferentes zonas ecológicas, se hizo necesario basar las estrategias de caza en torno a los recursos disponibles estacionalmente. El conocimiento de la estacionalidad es evidente en los restos de fauna encontrados en sitios temporales. En zonas ecológicas menos indulgentes, esta conciencia habría sido esencial para la supervivencia y la capacidad de planificar estrategias de subsistencia basadas en esta conciencia demuestra una capacidad de pensar más allá del tiempo presente y actuar sobre este conocimiento.
Esta profundidad de planificación también se ve en presencia de materias primas exóticas en una variedad de sitios en todo el MSA. La adquisición de materias primas locales habría sido una tarea sencilla de realizar, sin embargo, los sitios de MSA contienen regularmente materias primas que se obtuvieron de fuentes de más de 100   km de distancia, y a veces más de 300 km. Obtener materias primas a esta distancia requeriría una conciencia de los recursos, un valor percibido en los recursos, ya sea funcional o simbólico, y, posiblemente, la capacidad de organizar una red de intercambio para obtener los materiales.

### Innovación
La capacidad de expandirse a nuevos entornos en África y, en última instancia, en el mundo, muestra un nivel de adaptabilidad y, en consecuencia, de innovación que a menudo se considera característico de la modernidad conductual. Sin embargo, esta no es la única evidencia de innovación que se puede ver en los primeros Homo sapiens. El desarrollo de nuevas herramientas relevantes a nivel regional, como las utilizadas para la recolección de recursos marinos observadas en Abdur, Etiopía, Pinnacle Point Cave, Sudáfrica y Blombos Cave, Sudáfrica. El uso del fuego demuestra otro aspecto innovador del comportamiento humano cuando se usa para crear herramientas más fuertes, como el silcreto calentado en Blombos, Howiesons Poort y Still Bay, y las herramientas óseas tratadas térmicamente de Still Bahía.
Las herramientas elaboradas son más representativas de la innovación humana. Las grandes herramientas de corte del tecnocomplejo de Acheulian se vuelven más pequeñas, ya que las herramientas más complejas se adaptan mejor a las necesidades de entornos altamente diversificados. Las herramientas compuestas representan un nuevo nivel de innovación en su mayor eficacia y procesos de fabricación más complejos. La capacidad de conceptualizar más allá de la mera reducción de núcleos de piedra demuestra flexibilidad cognitiva, y el uso de pegamento, que a menudo se procesó con ocre, para unir escamas a los ejes demuestra una comprensión de los cambios químicos que pueden utilizarse más allá del simple uso del color. Se utilizaron adhesivos para construir herramientas manipuladas por 70,000 en la cueva Sibudu en Sudáfrica.
Otras innovaciones tecnológicas del período incluyen armas de proyectiles especializadas que se encuentran en varios sitios en África de la Edad de Piedra Media, tales como: puntas de flecha de hueso y piedra en sitios sudafricanos como Sibudu Cave (junto con una aguja de hueso temprana también encontrada en Sibudu) que data de aproximadamente 60,000- Hace 70,000 años, y arpones de hueso en el sitio de Katanda en África Central que datan de hace aproximadamente 90,000 años. También existe evidencia de que el tratamiento térmico sistemático de la piedra de silicato para aumentar su capacidad de formación de escamas con el propósito de fabricar herramientas, comenzó hace aproximadamente 164,000 años en el sitio sudafricano de Pinnacle Point y se hizo común allí para la creación de herramientas microlíticas hace aproximadamente 72,000 años.
Comportamientos humanos característicamente modernos, como la fabricación de cuentas de concha, herramientas de hueso y flechas, y el uso de pigmento ocre, son evidentes en un sitio de Kenia hace 78,000-67,000 años. La evidencia de las primeras armas de proyectil con punta de piedra (una herramienta característica del Homo sapiens), las puntas de piedra de las jabalinas o lanzas, se descubrieron en 2013 en el sitio etíope de Gademotta, y datan de hace aproximadamente 279,000 años.
Se encontraron pruebas en 2018, que datan de hace unos 320,000 años, en el sitio de Olorgesailie en Kenia, de la aparición temprana de innovaciones y comportamientos que incluyen: redes comerciales de larga distancia (que involucran productos como la obsidiana), el uso de pigmentos y el posible fabricación de puntas de proyectil. Los autores de tres estudios de 2018 en el sitio observan que la evidencia de estos comportamientos es aproximadamente contemporánea de los restos fósiles del Homo sapiens más antiguos conocidos de África (como en Jebel Irhoud y Florisbad), y sugieren que es complejo y moderno. Las conductas ya habían comenzado en África en la época de la aparición del Homo sapiens.

### Comportamiento simbólico

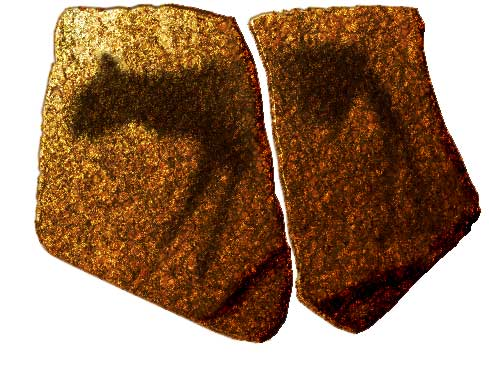
Pictograma zoomorfo en losa de piedra del MSA de la cueva Apolo 11, Namibia

El comportamiento simbólico es, quizás, uno de los aspectos más difíciles del comportamiento humano moderno para distinguir arqueológicamente. Al buscar evidencia de comportamiento simbólico en el MSA, hay tres líneas de evidencia que se pueden considerar: evidencia directa que refleja ejemplos concretos de símbolos; evidencia indirecta que refleja comportamientos que habrían sido utilizados para transmitir el pensamiento simbólico; y evidencia tecnológica que refleja las herramientas y habilidades que se habrían utilizado para producir arte. La evidencia directa es difícil de encontrar más allá de 40,000, y la evidencia indirecta es esencialmente intangible, por lo tanto, la evidencia tecnológica es la más fructífera de las tres.
Hoy existe un acuerdo generalizado entre los arqueólogos de que la primera cultura simbólica y artística del mundo data de la Edad de Piedra Media Africana. Algunos de los artefactos más llamativos, incluidas piezas grabadas de ocre rojo, se fabricaron en la cueva de Blombos en Sudáfrica hace 75,000 años. Las cuentas de concha de Nassarius perforadas y ocres también se recuperaron de Blombos, con ejemplos incluso anteriores (Edad de Piedra Media, Aterian) de las Cuevas de Taforalt. Además, se encontraron contenedores de cáscara de huevo de avestruz grabados con diseños geométricos que datan de hace 60,000 años en Diepkloof, Sudáfrica, se han encontrado cuentas y otra ornamentación personal en Marruecos que podría tener hasta 130,000 años, y la Cueva de Hearths en Sudáfrica ha producido una cantidad de cuentas que datan de hace mucho más de 50,000 años. Se han encontrado flechas y herramientas de trabajo ocultas (incluida una herramienta similar a una aguja) en la cueva Sibudu que data de hace aproximadamente 70-60,000 años. como evidencia de fabricación de armas con tecnología de encolado compuesto con tratamiento térmico. También existe evidencia de la fabricación de pinturas mediante un proceso complejo que data de hace 100,000 años en Sudáfrica, y del uso de pigmentos en Kenia que datan de hace aproximadamente 320,000 años.

### Cognición compleja
Hace 170–160,000 años se documentó una serie de innovaciones en el sitio de Pinnacle Point 13B en la costa sur del Cabo de Sudáfrica. Esto incluye la evidencia confirmada más antigua para la utilización de los recursos ocres y marinos en forma de explotación de mariscos para la alimentación. Basado en su análisis del conjunto de bóvidos de MSA en Klasies, Milo informa que las personas de MSA eran cazadores formidables y que sus patrones de comportamiento social se acercaban a los de los humanos modernos. Deacon sostiene que el manejo de los recursos alimenticios de las plantas mediante la quema deliberada de los rastrajos para fomentar el crecimiento de plantas con cormos o tubérculos en el sur del Cabo durante el Howiesons Poort (70–55,000) es indicativo del comportamiento humano moderno. Sugiere que una base familiar para los grupos de búsqueda de alimento, el simbolismo del color y el intercambio recíproco de artefactos y la organización formal del espacio vital son una prueba más de la modernidad en el MSA. 
Lyn Wadley y col. han argumentado que la complejidad de la habilidad necesaria para procesar el pegamento compuesto tratado con calor (goma y ocre rojo) utilizado para empuñar lanzas parecería argumentar la continuidad entre la cognición humana moderna y la de los humanos (70,000) en Sibudu Cave.
En 2008, se descubrió un taller de procesamiento de ocre para la producción de pinturas que data de hace 100.000 años en la cueva de Blombos, Sudáfrica. El análisis muestra que se produjo y almacenó una mezcla rica en pigmentos licuados y se almacenó en las dos conchas de abulón, y que el ocre, el hueso, el carbón y martillos de piedra también formaron una parte las herramientas. La evidencia de la complejidad de la tarea incluye la adquisición y combinación de materias primas de diversas fuentes (lo que implica que tenían una plantilla mental del proceso que seguirían), posiblemente utilizando pirotecnología para facilitar la extracción de grasa del hueso, utilizando una receta probable para producir el compuesto, y el uso de contenedores de cáscara para mezclar y almacenar para su uso posterior.

### Evidencia de lenguaje
El ocre se ha reportado en algunos de los primeros sitios de MSA, por ejemplo en Kapthurin y Twin Rivers, y es común después de 100,000. Barham argumenta que incluso si parte de este ocre se usó en un papel simbólico relacionado con el color, esta abstracción no podría haber funcionado sin lenguaje. El ocre, sugiere, podría ser un proxy para tratar de encontrar la aparición del lenguaje. 
Las herramientas óseas formales se asocian frecuentemente con el comportamiento moderno de los arqueólogos. Óseas sofisticados arpones fabricados en Katanda, África Occidental en 90,000 y herramientas de hueso de Blombos Cave fechadas en 77,000 también puede servir como ejemplos de cultura material asociada con el lenguaje moderno. 
Se ha sugerido que el idioma es necesario para mantener las redes de intercambio. La evidencia de alguna forma de redes de intercambio durante la Edad de Piedra Media se presenta en Marwick (2003) en el que la distancia entre la fuente de materia prima y la ubicación en la que se encontró un artefacto de piedra se comparó en todos los sitios que contienen artefactos de piedra tempranos. Cinco sitios de la Edad de Piedra Media contenían distancias entre 140–340 km y se ha interpretado, en comparación con los datos etnográficos, que estas distancias fueron posibles a través de redes de intercambio. Barham también ve el lenguaje sintáctico como un aspecto del comportamiento que, de hecho, permitió a las personas de MSA establecerse en los entornos de bosques tropicales de lo que ahora es la República Democrática del Congo. 
Muchos autores han especulado que en el centro de esta explosión simbólica, y al mismo tiempo, fue el desarrollo del lenguaje sintáctico que evolucionó a través de un sistema de aprendizaje social altamente especializado proporciona los medios para un discurso semánticamente ilimitado. La sintaxis habría desempeñado un papel clave en este proceso y su adopción total podría haber sido un elemento crucial del paquete de comportamiento simbólico en el MSA.

## Cambio cerebral
Aunque el advenimiento de la modernidad física anatómica no puede vincularse con confianza con el cambio paleoneurológico, parece probable que los cerebros homínidos evolucionaron a través de los mismos procesos de selección que otras partes del cuerpo. Los genes que promovieron la capacidad de simbolismo pueden haber sido seleccionados, lo que sugiere que los fundamentos de la cultura simbólica pueden estar basados en la biología. Sin embargo, el comportamiento mediado por el simbolismo puede haber llegado más tarde, a pesar de que esta capacidad física ya existía mucho antes. Skoyles y Sagan, por ejemplo, argumentan que la expansión del cerebro humano al aumentar la corteza prefrontal habría creado un cerebro capaz de simbolizar su cognición previamente no simbólica, y que este proceso, lento inicialmente, se aceleró cada vez más durante los últimos 100,000 años. El comportamiento mediado simbólicamente puede retroalimentar este proceso creando una mayor capacidad para fabricar artefactos simbólicos y redes sociales. Según el equipo de investigación en Jebel Irhoud, el descubrimiento significa que el Homo sapiens (no miembros de una especie rival o ancestral (Homo heidelbergensis, Homo naledi)), fueron los que dejaron atrás las herramientas manuales de la Edad de Piedra que desde entonces han salido de África.

## Sitios

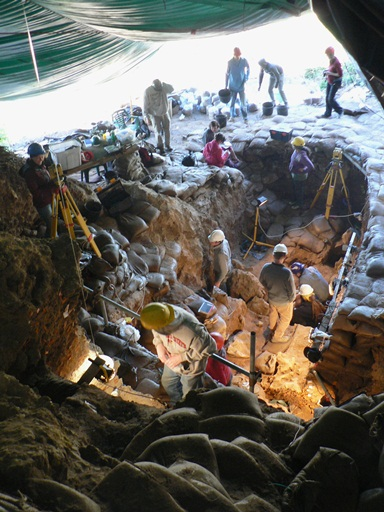
Excavaciones en Pinnacle Point, Sudáfrica

Numerosos sitios en el sur de África reflejan las cuatro características de la modernidad conductual. La cueva de Blombos, Sudáfrica, contiene adornos personales y lo que se supone que son las herramientas utilizadas para la producción de imágenes artísticas, así como herramientas de hueso. Still Bay y Howieson's Poort contienen tecnologías de herramientas variables. Estos diferentes tipos de ensamblajes permiten a los investigadores extrapolar comportamientos que probablemente estarían asociados con tales tecnologías, como los cambios en los comportamientos de alimentación, que están respaldados por datos de fauna en estos sitios. 
- Cueva de Blombos, Sudáfrica[72]
- Cuevas del río Klasies, Sudáfrica
- Cueva Sibudu, Sudáfrica[73]
- Diepkloof Rock Shelter, Sudáfrica
- Pinnacle Point, Sudáfrica
- Cueva Border, Sudáfrica[74]
- Cueva Bambata, Sudáfrica[75]
- Bahía de Mossel, Sudáfrica
- Cueva de Mumba, Tanzania
- Cuevas Mumbwa, Zambia